# 増田貴彦
増田 貴彦（ますだ たかひこ、1960年 - ）は、日本の脚本家、小説家。静岡県出身。シナリオ・センター出身。
漫画原作者などを経て、「特警ウインスペクター」でデビュー。その後は特撮番組、アニメーションの脚本を中心に手がけている。また、リイド社で「仕掛人・藤枝梅安」などの時代劇漫画のシナリオに携わることもある。

## 主な作品

### テレビアニメ
- キャプテン翼J（1995年）
- 将太の寿司 心にひびくシャリの味（1999年）
- サイボーグ009 THE CYBORG SOLDIER（2001年 - 2002年）
- バビル2世（2002年）シリーズ構成
- 無限戦記ポトリス（2003年）
- イノセント・ヴィーナス（2006年）
- バジリスク 〜桜花忍法帖〜（2018年）

### 特撮
- 特警ウインスペクター（1990年）
- 特救指令ソルブレイン（1991年）
- 鳥人戦隊ジェットマン（1991年）
- 特捜エクシードラフト（1992年）
- 特捜ロボ ジャンパーソン（1993年）
- ブルースワット（1994年）
- ゴジラアイランド（1997年）
- ウルトラマンダイナ（1998年）
- 仮面天使ロゼッタ（1998年）
- ウルトラマンガイア（1999年）
- ウルトラマンコスモス（2001年）
- ウルトラギャラクシー大怪獣バトル（2008年）
- ウルトラギャラクシー大怪獣バトル NEVER ENDING ODYSSEY（2009年）

### オリジナルビデオ
- 首都高速トライアルMAX（1996年）
- 未来H日記 いっぱいしようよ（2001年）
- 未来H日記（2001年）
- 未来の日記 ANOTHER STORY（2012年）

### 映画
- 特務課の星 蜜乳コスプレ大作戦 ! !（2016年）[1]
- 揉んで揉乳～む 萌えっ娘魔界へ行く（2017年）
- 好き好きエロモード 我慢しないで！（2019年）[2]
- 銀河の裏筋 性なる侵乳！（2021年）
- 大性獣（2022年）[3]
- 誘惑つとめ口 名器のおしごと（2023年）
- ダンス・オブ・欲望 うしろめたい股間（2025年）

### 小説
- 仕組人必殺剣 （2004年、学研）

- 仕組人必殺剣 紙蝶の舞（2004年、学研）
- 首なし美人　ぼんくら和太郎捕物帖（2005年、学研）
- 見送り坂―凌ぎ人戸田飛車ノ介（2007年、角川春樹事務所）

#### 蛇の目屋乱兵衛シリーズ（廣済堂文庫）
- 蛇の目屋乱兵衛裏始末（2004年）

- 蛇ノ目屋乱兵衛闇しぐれ （2004年）

- 蛇ノ目屋乱兵衛影法師 （2004年）

- 蛇ノ目屋乱兵衛鬼退治（2005年）
- 月下の華　蛇ノ目屋乱兵衛卍秘帖（2005年）

### 漫画原作
- もののふ 山陰鳥取 知られざる歴史の物語（2014年）画・藤原芳秀
- 新 影狩り（2014年）画・岡村賢二